# Сербія на Олімпійських іграх
Сербія брала участь в літніх Олімпійських іграх 1912 року. В наступних Олімпіадах сербські спортсмени виступали за команди Югославії та Сербії й Чорногорії. Самостійною командою Сербія відновила виступи з Пекінської олімпіади.

## Результати літніх Олімпіад
| Ігри                | Представників                                  | Золото                                         | Србіло                                         | Бронза                                         | Залалом                                        | Місце                                          |
| 1896 – 1908         | Не брала участі                                | Не брала участі                                | Не брала участі                                | Не брала участі                                | Не брала участі                                | Не брала участі                                |
| Стокгольм 1912      | 2                                              | 0                                              | 0                                              | 0                                              | 0                                              | —                                              |
| 1920 – 2004         | Була частиною Югославій та Сербії й Чорногорії | Була частиною Югославій та Сербії й Чорногорії | Була частиною Югославій та Сербії й Чорногорії | Була частиною Югославій та Сербії й Чорногорії | Була частиною Югославій та Сербії й Чорногорії | Була частиною Югославій та Сербії й Чорногорії |
| Пекін 2008          | 92                                             | 0                                              | 1                                              | 2                                              | 3                                              | 61                                             |
| Лондон 2012         | 116                                            | 1                                              | 1                                              | 2                                              | 4                                              | 43                                             |
| Ріо-де-Жанейро 2016 | 103                                            | 2                                              | 4                                              | 2                                              | 8                                              | 32                                             |
| Токіо 2020          | Майбутня подія                                 |                                                |                                                |                                                |                                                |                                                |
| Усього              |                                                | 3                                              | 6                                              | 6                                              | 15                                             | 72                                             |

## Результати зимових Ігор
| Ігри          | Представників                                  | Золото                                         | Срібло                                         | Бронза                                         | Загалом                                        | Місце                                          |
| 1924 – 2006   | Була частиною Югославій та Сербії й Чорногорії | Була частиною Югославій та Сербії й Чорногорії | Була частиною Югославій та Сербії й Чорногорії | Була частиною Югославій та Сербії й Чорногорії | Була частиною Югославій та Сербії й Чорногорії | Була частиною Югославій та Сербії й Чорногорії |
| Ванкувер 2010 | 11                                             | 0                                              | 0                                              | 0                                              | 0                                              | —                                              |
| Сочі 2014     | 8                                              | 0                                              | 0                                              | 0                                              | 0                                              | –                                              |
| Усього        |                                                | 0                                              | 0                                              | 0                                              | 0                                              | —                                              |

### Медалі за видами спорту
| Вид спорту                      | Золото | Срібло | Бронза | Загалом |
| Тхеквондо                       | 1      | 1      | 0      | 2       |
| Водне поло                      | 1      | 0      | 2      | 3       |
| Боротьба                        | 1      | 0      | 0      | 1       |
| Баскетбол                       | 0      | 1      | 1      | 2       |
| Стрільба                        | 0      | 1      | 1      | 2       |
| Веслування на байдарках і каное | 0      | 1      | 0      | 1       |
| Плавання                        | 0      | 1      | 0      | 1       |
| Волейбол                        | 0      | 1      | 0      | 1       |
| Легка атлетика                  | 0      | 0      | 1      | 1       |
| Теніс                           | 0      | 0      | 1      | 1       |
| Усього                          | 3      | 6      | 6      | 15      |